# Chybie (gemeente)
De gemeente Chybie is een landgemeente in het Poolse woiwodschap Silezië, in powiat Cieszyński.
De zetel van de gemeente is in Chybie.
Op 30 juni 2004 telde de gemeente 9001 inwoners.

## Oppervlakte gegevens
In 2002 bedroeg de totale oppervlakte van gemeente Chybie 31,8 km², waarvan:
- agrarisch gebied: 53%
- bossen: 27%

De gemeente beslaat 4,35% van de totale oppervlakte van de powiat.

## Demografie
Stand op 30 juni 2004:
| Omschrijving                   | Totaal | Totaal | Vrouwen | Vrouwen | Mannen | Mannen |
| ------------------------------ | ------ | ------ | ------- | ------- | ------ | ------ |
| eenheid                        | aantal | %      | aantal  | %       | aantal | %      |
| inwoners                       | 9001   | 100    | 4589    | 51      | 4412   | 49     |
| bevolkingsdichtheid (inw./km²) | 283,1  | 283,1  | 144,3   | 144,3   | 138,7  | 138,7  |

In 2002 bedroeg het gemiddelde inkomen per inwoner 1161,2 zł.

## Plaatsen
- Chybie (miasteczko gminne)
- Mnich, Zaborze, Frelichów, Zarzecze

## Aangrenzende gemeenten
Czechowice-Dziedzice, Goczałkowice-Zdrój, Jasienica, Skoczów, Strumień